# Dolmen von Menga
Der Dolmen von Menga (auch Cueva von Menga) ist ein Galeriegrab bei Antequera in Andalusien, das zu den bedeutenden Megalithbauten Europas gehört. Zusammen mit dem Dolmen de Viera und dem 1,7 Kilometer entfernten Tholos de El Romeral bildet es ein bedeutendes Ensemble der neolithischen Architektur. Die Antequera Dolmen Sites (Dolmenstätten von Antequera) wurden im Juni 2016 in die Liste des Weltkulturerbe der UNESCO aufgenommen.

## Lage
Das Hügelgrab des Dolmen de Menga liegt in einer breiten Talsenke am nordöstlichen Stadtrand von Antequera; der Dolmen de Viera ist nur etwa 90 Meter entfernt.

## Datierung
Die Datierung des Bauwerks ist unklar – die ältere Forschung befürwortete ein Alter von etwa 4000 bis 4500 Jahren, während man in letzter Zeit eine deutlich frühere Datierung und damit ein deutlich höheres Alter von etwa 5000 bis 5500 Jahren annimmt. In jedem Fall dürften die Bauten des Dolmen de Viera und des Dolmen de Menga nicht nur räumlich, sondern auch zeitlich nahe beieinander liegen.

## Architektur

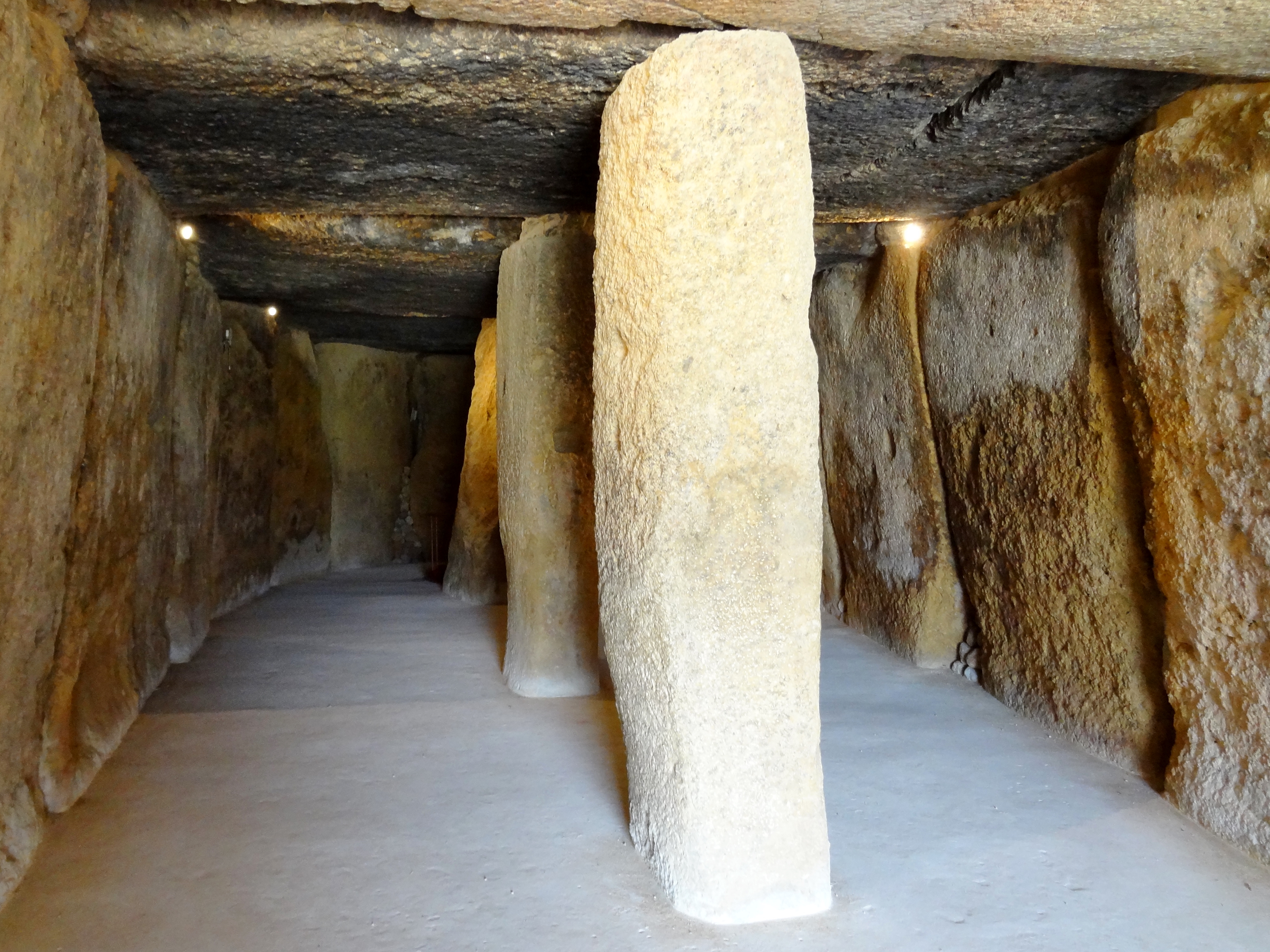
Stützpfeiler im Inneren

Das Hügelgrab (Tumulus) des Dolmen de Menga hat einen Durchmesser von etwa 50 Metern und ist über 4 Meter hoch. Ein vergleichsweise kurzer Gang, der nach Nordost ausgerichtet ist (Azimut 45°), führt in einen großen, beinahe halbrund geschlossenen und durch drei mittlere Stützpfeiler unterteilten Raum. Dieser ovale Raum weicht leicht nach Süden von der Ausrichtung des Zugangs ab. Annexräume sind nicht vorhanden.

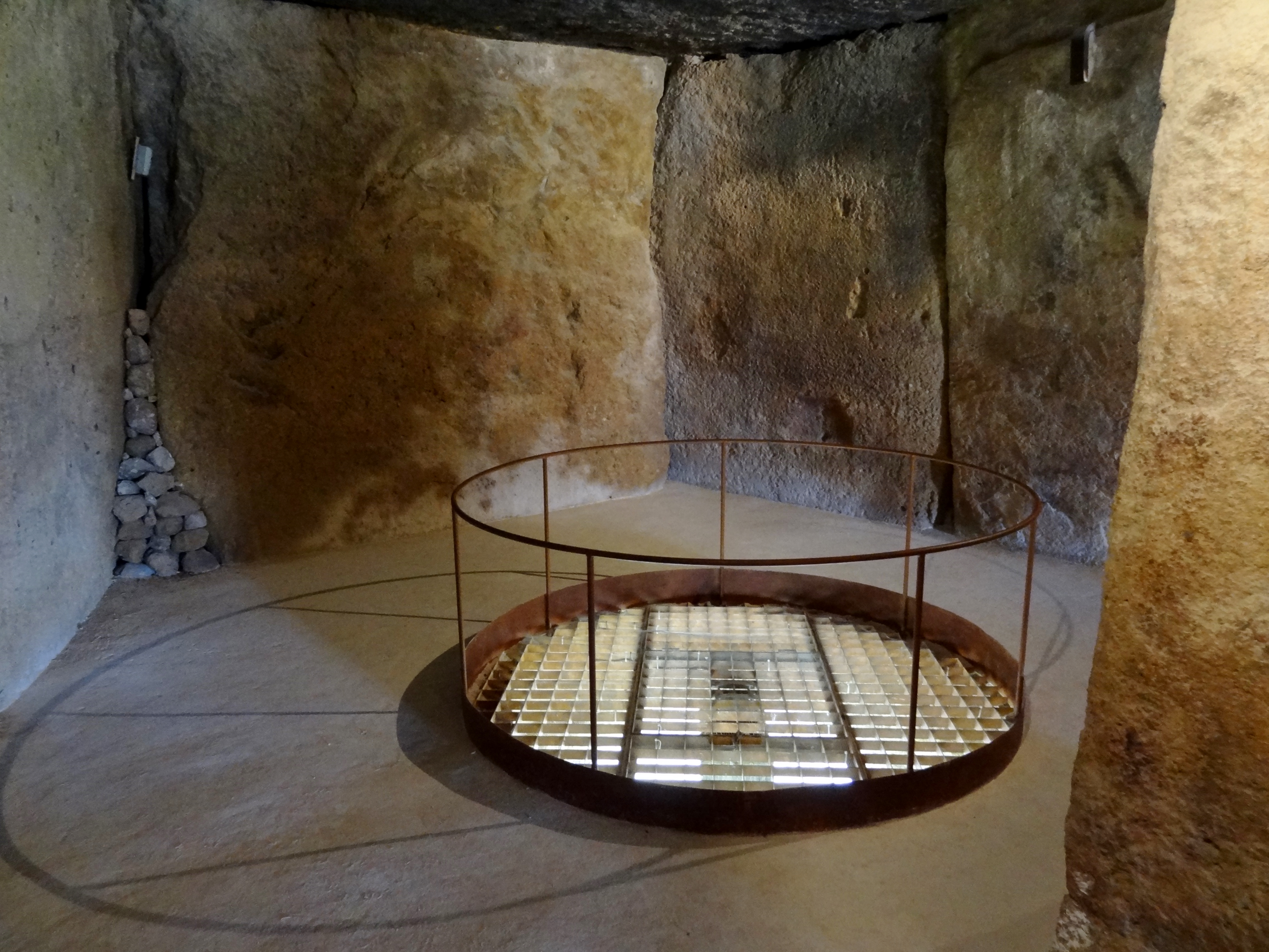
Schacht im hinteren Bereich

Die vom Hügel bedeckte Megalithanlage ist aus 31 exakt behauenen und nahezu fugenlos zusammengesetzten Blöcken mit einem Gesamtgewicht von rund 1.600 Tonnen aufgebaut. Die größten Deckenplatten wiegen rund 180 Tonnen. Die Gesamtlänge der unterirdischen Anlage beträgt 27,50 Meter. Die Höhe steigt nach innen von 2,70 Meter am Eingang auf 3,50 Meter am südwestlichen Abschlussstein an. Die maximale Breite von 6 Metern wird im hinteren Bereich des ovalen Raumes erreicht. Hier befindet sich ein 19,50 Meter tiefer Brunnenschacht mit einem Durchmesser von 1,50 Metern.
Der Hügel sowie die gesamte Steinarchitektur sind bis heute gut erhalten. Da im Innern des Bauwerks weder Knochenreste noch Grabbeigaben gefunden wurden, ist seine Nutzung als Grabstätte nicht unumstritten. Die eigenwillige und nicht verschließbare Architektur, die einen – im Vergleich zu anderen Megalithbauten – großen Raum schafft, könnte auch als Kult- oder Versammlungsstätte gedient haben. Zudem ist ein Nutzungswandel nicht auszuschließen. Die Ausrichtung des Dolmen de Menga weicht vollständig von der Standardbaurichtung anderer Dolmen auf der Iberischen Halbinsel ab. Dies wird mit der Ausrichtung auf den Berg Peña de los Enamorados erklärt, der aus der Entfernung die Umrisse eines menschlichen Gesichts erkennen lässt.

Zeichnungen von 1887
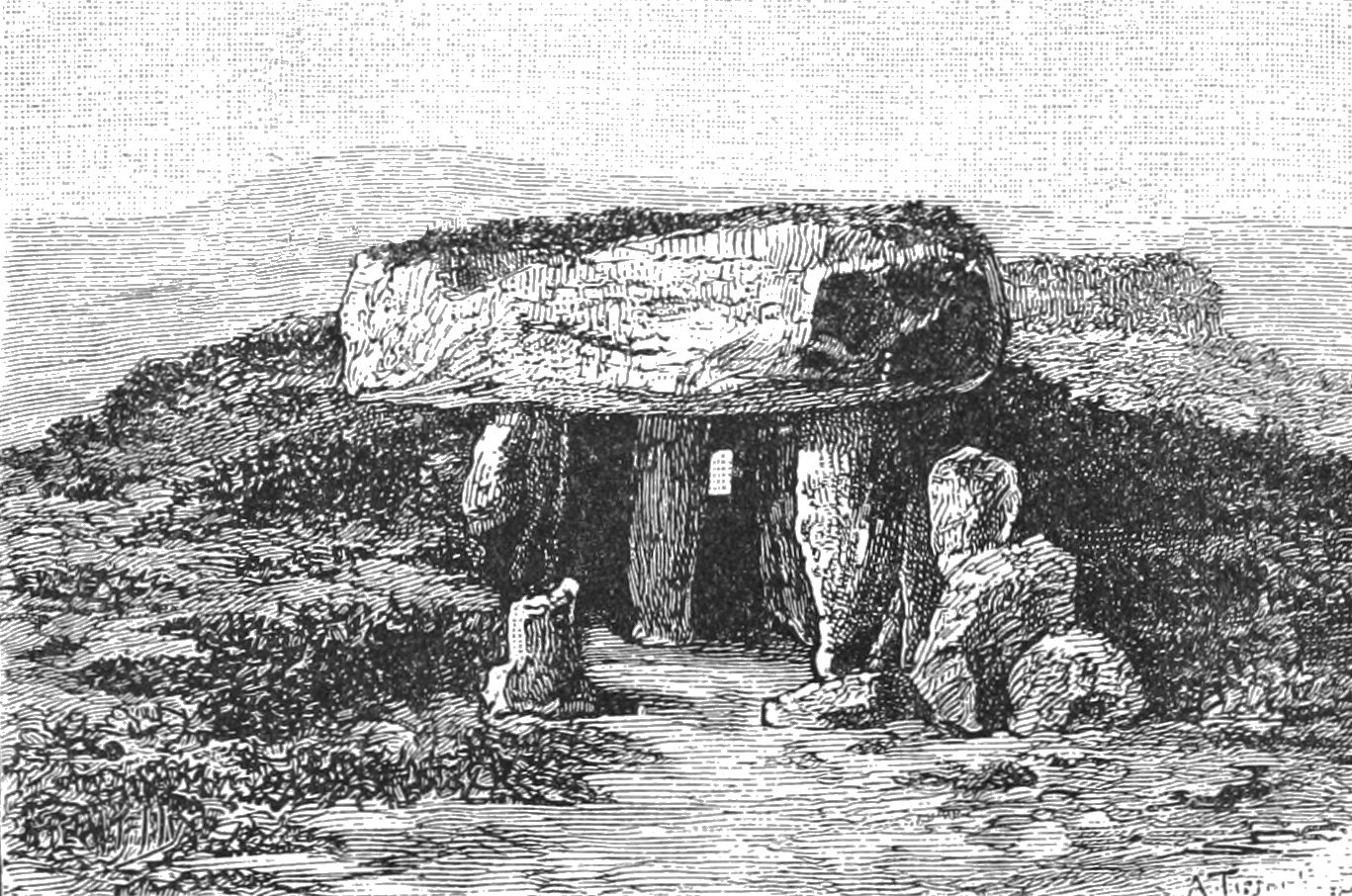
Eingang
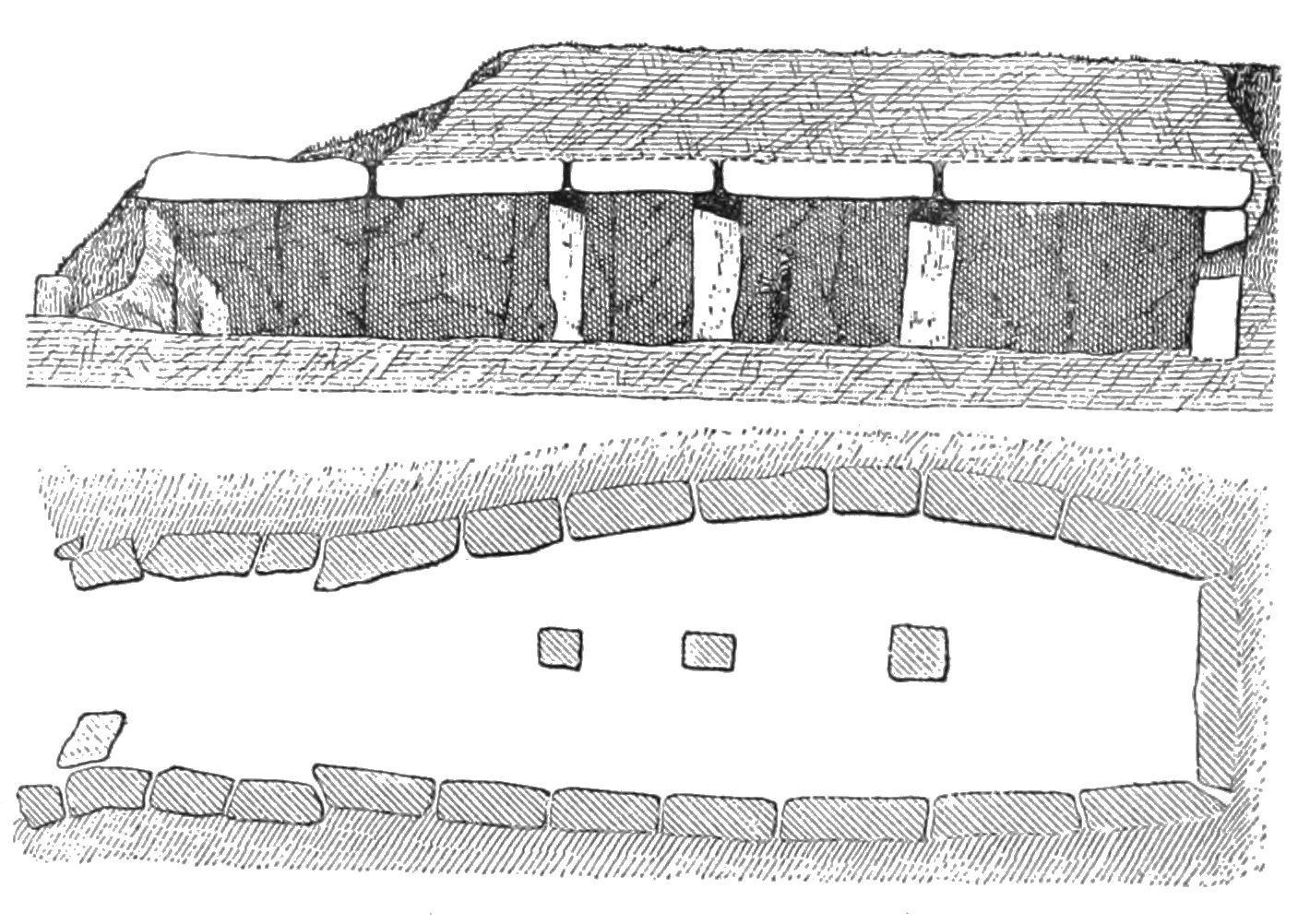
Schnitt und Grundriss
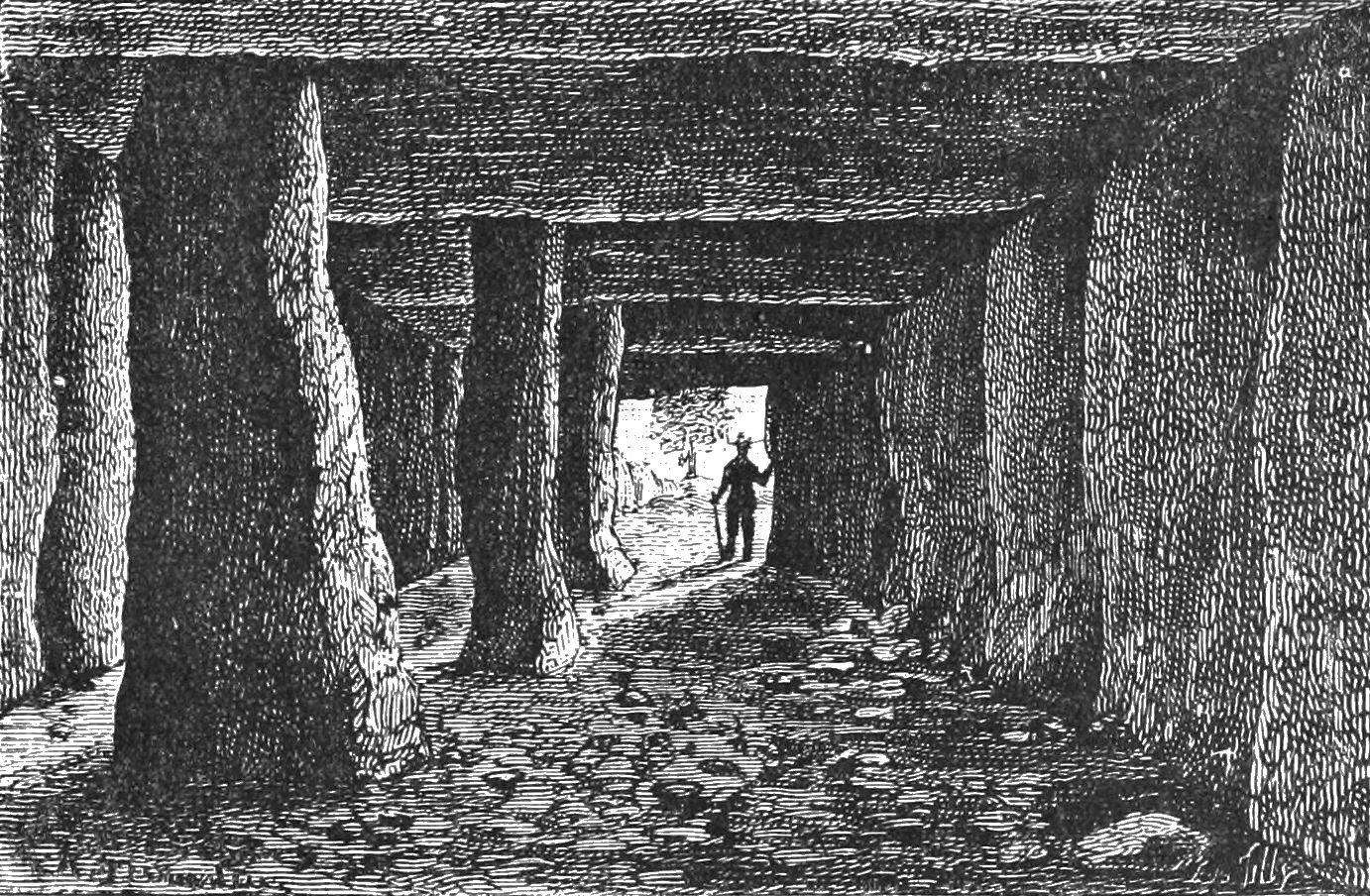
Innenraum